# تپه کولگه لی
تپه کولگه لی مربوط به دوره اشکانیان است و در شهرستان بوئین‌زهرا، بخش آوج، روستای سنگاوین واقع شده و این اثر در تاریخ ۲۵ خرداد ۱۳۸۱ با شمارهٔ ثبت ۵۷۴۱ به‌عنوان یکی از آثار ملی ایران به ثبت رسیده است.